# Solenopsis solenopsidis
Solenopsis solenopsidis es una especie de hormiga de la subfamilia Myrmicinae, endémica de Argentina.